# Gyrinulopsis
Gyrinulopsis là một chi bọ cánh cứng trong họ Gyrinidae.
Chi này được miêu tả khoa học năm 1906 bởi Handlirsch.

## Các loài
Chi này gồm các loài:
- Gyrinulopsis nanus Handlirsch, 1906